# Hjalmar Nyström
Hjalmar Eemil Nyström  (ur. 28 marca 1904 w Helsinkach, zm. 6 grudnia 1960 tamże) – fiński zapaśnik. Dwukrotny medalista olimpijski.
Walczył w obu stylach, w kategorii ciężkiej (powyżej 82,5 i 87 kg). Brał udział w trzech igrzyskach (IO 24, IO 28, IO 36), na dwóch zdobywał medale. Największy sukces odniósł na igrzyskach w 1928 zajmując drugie miejsce w stylu klasycznym. Osiem lat później był trzeci w stylu wolnym. W stylu klasycznym zdobył trzy srebrne medale na mistrzostwach Europy, w 1930, 1931 i 1935. W 1934 był trzeci w rywalizacji w stylu wolnym. Dziesięciokrotnie dostawał mistrzem Finlandii w stylu klasycznym (1924, 1926-28, 1930-31, 1935-37, 1939).